# Fotze
Fotze (mitunter auch: Votze) ist eine vulgäre Bezeichnung für die äußerlichen, primären weiblichen Geschlechtsorgane (siehe Vulva). Das Wort wird als grobes Schimpfwort gegen Frauen, seltener auch gegenüber Männern verwendet. Im Bairischen hat das Wort „Fotzn“ die Bedeutung „Mund“, „Schnauze“ (bei Tieren) oder „Ohrfeige“.

## Etymologie
In der heutigen Form ist das Wort erstmals in der zweiten Hälfte des 15. Jahrhunderts belegt, so im Liederbuch der Clara Hätzlerin (Ich gäb ain träck vmb ihr votzen) und in Fastnachtsspielen (ein warme fotzen); in einem um 1482 gedruckten deutsch-lateinischen Wörterverzeichnis erscheint Fotzen als Verdeutschung von vulva.
Das Wort ist abgeleitet vom mittelhochdeutschen vut ‚Scheide‘. Im Altnordischen findet es sich als fuð in Wortzusammensetzungen wie fuðflogi „Brautflüchtling“ und fuðhundr als Schimpfwort, vgl. Hundsfott. Im Schwedischen lautet das Wort fitta, im Dänischen (und Norwegischen) fitte, daraus auch entlehnt finnisch vittu.
Ein plausibler Anschluss wäre der an den indogermanischen Stamm *pu(ə)- ‚dick, aufgeblasen‘, der sich in verschiedenen Wörtern für das Hinterteil findet (z. B. aind. pūtau ‚Hinterbacken‘, altgriechisch πυγή pȳgē, deutsch ‚Steiß‘ und pynnos ‚Hinterteil‘, lateinisch pōdex). Auch das mittelhochdeutsche Wort vut bezeichnet nicht nur die Vulva, sondern auch das Hinterteil. In germanischen Sprachen finden sich außerdem noch diverse homonyme Reimwörter der Gestalt *put(t)- (schwed. puta und puso, ostfränk. put(e), mittelniederdeutsch pute, rotwelsch Potz, kärntner. Putze, altisl. púss, französisch puss, niederdt. puse, englisch pussy) und *kut(t)- (niederdt. kutte, niederländisch kut, mittelengl. cutte, engl. cut, schwed. kuta und kusa). Einige dieser Wörter haben die Nebenbedeutung ‚Kuss, Kussmund, Schmollmund‘ (vgl. Kuss, Bussi usw.), was die Entstehung des bairischen Sprachgebrauchs erklären könnte.
Ein anderer möglicher Anschluss an die indogermanische Verbalwurzel *peuk- ‚stechen, stecken‘, die wohl auch die etymologische Grundlage für das ebenfalls vulgäre Wort ficken bildet. Hierbei wäre an eine zotenhafte Metapher im Sinne von „das, wo man etwas hineinsteckt“ zu denken. Gestützt wird diese These auch durch das Vorliegen von einigen auf diesen Verbalstamm zurückgehenden Worten für eine Kleidertasche in den skandinavischen Sprachen (z. B. schwed. ficka) und in einigen niederdeutschen Dialekten (z. B. Futsche, Fuppe, Fupp und Ficke). Im Pennsilfaanischen ist die Bezeichnung für die Scheide ebenfalls Dasche (neben Bix). Zum Lautwechsel -ck-/-pp- vgl. außerdem die Koinzidenzen in der Bedeutungsverschiebung zwischen den Worten für ‚koitieren‘ und ‚necken‘ im Deutschen und Niederländischen: dt. ficken, necken, neppen, foppen, kölsch poppen und ndl. neuken ‚ficken‘.
Schließlich bezeichnet auch die Scheide (engl. sheath) eine spezielle Tasche für Schwerter – auch hier bildlich „Schwert und Scheide“ zu den Geschlechtsorganen. Daneben existiert das Wort Futteral (mittellat. fotrale, frz. fourreau, russisch футляр) zur Bezeichnung einer speziellen Tasche. Diese Wörter haben einen gemeinsamen Ursprung mit Futter (im Sinne von Kleiderfutter, Unterfutter, nicht von Futter als Nahrung), welches auf idg. *pah- ‚schützen‘ (altind. pā-, heth. pahs-) zurückgeführt wird. (vgl. ahd. fuotar, mhd. vuoter, mittelniederdt. voder, vōr, got. fodr ‚Scheide‘, altnord. fóðr ‚Scheide, Futteral, Kleiderfutter‘, altengl. fōdder, altfries. fōder, altind. pātra- ‚Behälter, Gefäß‘, heth. pattar, pattur ‚Korb‘, gr. poma ‚Deckel‘, lat. pābulum Futter, Furage).
Welchem etymologischen Anschluss hier der Vorzug zu geben ist, ist schwer zu entscheiden, da sich Wörter der Vulgärsprache durch einen sehr spielerisch-ironischen Wortgebrauch auszeichnen, der in der etymologischen Entwicklungen häufig zu Überkreuzungen und Volksetymologien führt.

## Schreibweise
Das Wort ist belegt in einer Zeit, als es noch keine orthographische Festlegung in Bezug auf eine Schreibung mit v oder f gab. Der neueren Orthographie folgend wäre es mit F zu schreiben. Daneben findet es sich auch häufig bewusst mit V geschrieben, was zum einen den Charakter des Vulgären, außerhalb des vornehmen Sprachgebrauchs und seiner Regeln Befindlichen unterstreichen soll und andererseits von einigen Autoren erotischer Literatur dezidiert als optische Anspielung auf die Form des weiblichen Organs eingesetzt wird.

## Schimpfwort
Der Ausdruck wird heute als äußerst beleidigendes Schimpfwort für Frauen verwendet. Unter Strafgefangenen dient der Begriff als Beleidigung für einen besonders effeminierten oder verweichlichten Mitgefangenen.

## Regionaler Gebrauch
In der Schweiz lautet die entsprechende Bezeichnung Futz oder Futze. Um Assoziationen zu vermeiden, wird in der Schweiz der Fuze Tea unter dem Namen Fuse Tea vermarktet.
Im Öcher Platt, am linken Niederrhein sowie in Teilen des Rheinlandes (vor allem im Kölner Raum) wird das Wort Fott (mit geschlossenem o), Futt oder Fut (westfälisch auch Fuott) nach wie vor als (teilweise verniedlichende) Bezeichnung für das Gesäß gebraucht. Du Futtes ist im Öcher Platt eine freundschaftliche oder auch abwertend einsetzbare Beschimpfung (etwa „du Arsch“).

### Österreich
In der österreichischen Umgangssprache gibt es mehrere Bedeutungen für das Wort Fotze. Einerseits wird es auch als umgangssprachliche Bezeichnung für das weibliche Geschlechtsorgan verwendet, aber im östlichen Österreich wird meistens das Wort die „Fut“ oder „Futt“ dafür verwendet.
Andererseits wird „Fotze“ auch als Wort für die „Ohrfeige“ oder „Mund“ (wie im Bairischen) benutzt. Außerdem bedeutet es, wenn es als Schimpfwort gegenüber Frauen angewandt wird, „Schlampe“ oder auch „Hure“.

### Bayern
Im Bairischen bedeutet das Wort „Mund“, „Schnauze“ (bei Tieren) oder „Ohrfeige“, Fotzhobel (oder Fotzenhobel) steht für Mundharmonika; auch für die Maultrommel. Ein Kieferorthopäde wird als „Fotzenspangler“ bezeichnet. Ein Zusammenhang mit dem oben genannten Begriff für „Vulva“ besteht vermutlich nicht. Man sagt jedoch nicht die Fotze, sondern die Fotz(e)n (das „e“ ist meistens stumm).
Somit ist fotzen, jemandem eine Fotzen geben ein Synonym für „Ohrfeigen“ oder Raufen. Dieser Ausdruck wird auch im moselfränkischen Dialekt verwendet.
Aus dieser Bedeutung leitet sich auch hinterfotzig ab, dies steht für „hinterhältig“, „hinterrücks“, „link“. Allerdings ergibt die Kombination von „hinter“ (wie hinterrücks) und Fotze im Sinne von „Mund“ – oder, derber ausgedrückt, „Maul“ – ebenfalls einen Sinn, wenn es um falsches Geschwätz hinter dem Rücken anderer geht.
Im Ober- und Niederbayrischen wird der Begriff auch oft für das ganze Gesicht verwendet: „I ko sei blede Fotz'n nimma segn“ (ich kann sein blödes Gesicht nicht mehr sehen), oder „do schaud a bled aus da Fotz'n“ (da macht er ein dummes Gesicht). In bayerischen Bundeswehrkasernen war/ist der Begriff „Gummifotz'n“ (Gummi-Gesicht) für die ABC-Schutzmaske durchaus gebräuchlich.